# 대한민국 민법 제419조
대한민국 민법 제419조는 면제의 절대적 효력에 대한 민법 채권법 조문이다.

## 조문
제419조(면제의 절대적 효력) 어느 연대채무자에 대한 채무면제는 그 채무자의 부담부분에 한하여 다른 연대채무자의 이익을 위하여 효력이 있다.

第419條(免除의 絶對的 效力) 어느 連帶債務者에 對한 債務免除는 그 債務者의 負擔部分에 限하여 다른 連帶債務者의 利益을 爲하여 效力이 있다.

## 판례
- 부진정연대채무자 상호간에 있어서 채권의 목적을 달성시키는 변제와 같은 사유는 채무자 전원에 대하여 절대적 효력을 발생하지만 그 밖의 사유는 상대적 효력을 발생하는 데에 그친다[1]

## 같이 보기
- 부진정연대채무